# Weißenfelde
Weißenfelde ist ein Ortsteil des Fleckens Harsefeld in Niedersachsen und liegt im Süden des Landkreises Stade. Es handelt sich dabei um einige einzeln stehender Anwesen entlang einer Nebenstraße südwestlich von Ruschwedel und südöstlich von Harsefeld selbst.
Die Nebenstraße verläuft annähernd in Nord-Süd-Richtung. Sie zweigt in Höhe Hahnenbalken in rechtem Winkel von der Kreisstraße 26 nach Süden ab und führt zunächst durch ein Waldstück und dann zwischen Feldern bis Griemshorst. Die Häuser von Weißenfelde stehen hinter dem Waldstück zu beiden Seiten der Straße in meist weitem Abstand zueinander. Die Anwesen liegen entweder direkt an der Straße oder sind über kurze Stichstraßen von dieser aus erreichbar.
Die Straße wird in ihrem Verlauf von zwei Eisenbahnstrecken niveaugleich und in annähernd rechtem Winkel gekreuzt. Kurz hinter dem Waldstück verläuft die von den EVB betriebene Bahnstrecke Buxtehude–Harsefeld, und nach etwa einem Drittel der Strecke über Feld noch die in diesem Bereich 2006 abgebaute  Bahnstrecke Bremerhaven-Wulsdorf–Buchholz.
Direkt hinter dieser Bahnstrecke mündet von Westen her die Weißenfelder Straße ein, die parallel zum alten Bahngleis verläuft und die wichtigste Zufahrt von Harsefeld aus darstellt. Am anderen Ende dieser Straße, am Ortsrand von Harsefeld, befindet sich ein Gewerbegebiet, das nach Weißenfelde benannt ist und demzufolge „Gewerbegebiet Weißenfelde“ heißt.
Am Waldrand neben der EVB-Strecke steht ein Schützenheim mit eigenem Schießstand.